# Centaure (astronomia)
Els centaures són una classe de planetes menors que giren al voltant del Sol en òrbites situades entre la de Júpiter i la de Neptú. Estan compostos en gran part per gel.
El primer centaure descobert va ser (2060) Quiró. Quiró era el nom d'un ésser de la mitologia grega que pertanyia a la mítica estirp dels centaures. A conseqüència d'això, tots els objectes d'aquest tipus que es descobreixen reben noms de centaures. Quan Quiró es va apropar al seu periheli es va observar que presentava una coma. Per això, Quiró està classificat oficialment com a cometa (95/P Quiró) i com a asteroide, encara que és molt més gran que els altres cometes. Actualment, s'observa atentament els altres centaures per veure si també presenten activitat cometària.
Les òrbites dels centaures no són estables. Probablement, havien estat objectes del cinturó de Kuiper fins que un encontre amb Neptú va pertorbar gravitatòriament les seves òrbites i els va llançar cap a l'interior del sistema solar. Actualment, es troben en un estadi orbital intermedi. En el futur, és possible que alguns arribin a creuar l'òrbita de Júpiter i es converteixin en cometes de període curt. Eventualment, acabaran xocant amb el Sol o amb un planeta o seran expulsats per sempre del sistema solar cap a l'espai interestel·lar.
Actualment, no disposem de cap fotografia d'alta resolució d'un centaure, ja que no han estat visitats per cap sonda espacial. Però el telescopi espacial Hubble ens ha proporcionat alguna informació sobre la superfície de (8405) Asbolus. Es pensa que Febe, un dels satèl·lits de Saturn, podria ser un centaure capturat. Aquest satèl·lit va ser fotografiat per la nau Cassini el 2004.

## Alguns dels centaures coneguts
| Nom             | Any  | Descobridor                      |
| --------------- | ---- | -------------------------------- |
| (10199) Cariclo | 1997 | Spacewatch                       |
| (8405) Asbolus  | 1995 | Spacewatch (James V. Scotti)     |
| (7066) Nessus   | 1993 | Spacewatch (David L. Rabinowitz) |
| (5145) Pholus   | 1992 | Spacewatch (David L. Rabinowitz) |
| (2060) Quiró    | 1977 | Charles T. Kowal                 |